# Pakřižákovití
Pakřižákovití (Uloboridae) jsou čeledí pavouků, pro které je hlavním rozpoznávacím znakem nepřítomnost jedové žlázy, dokonce ani na chelicerách není možné nalézt nějakou známku po jejím vývodu. Ke ztrátě jedového aparátu došlo postupným vývojem. U pakřižákovitých lze na spodní straně zadečku nalézt tzv. kribelum - snovací orgán, schopný produkce velmi jemných pavučinových vláken, který je typický i pro čeleď cedivkovití. Dalším pozoruhodným znakem je mohutná, dokonale vyvinutá tracheální soustava, která zasahuje až do hlavohrudi. Tato pavoučí čeleď přede pavučiny téměř identické s čeledí křižákovitých, ačkoliv s ní nemá společné žádné tělesné znaky. Délka těla kolísá od 1,5 do 9 mm, je známo kolem 200 druhů, z nichž většina žije v tropech, v Čechách se vyskytují pouze tři druhy ve dvou rodech.

## Způsob obživy
Pakřižáci si stavějí kruhové sítě s lepivou spirálou. Jelikož postrádají jed, musejí při lovu postupovat jinak než ostatní síťoví pavouci. Zachycenou kořist rotačním pohybem zabalí do hustého a velmi pevného pavučinového rubáše. Tím zároveň rozruší její kutikulu. Následně na ní vstříknou množství tekutiny obsahující trávicí enzymy. Tekutina má pH 10 a postupně zkapalní membrány a vnitřní tkáně oběti a spolu s částmi pavoučího vlákna vytvoří pro útočníka poživatelnou hmotu. Pakřižáci jí následně vysají. Celkem pozřou asi 65 % oběti.

## Zástupci
- pakřižák smrkový (Hyptiotes paradoxus)
- pakřižák chluponohý (Uloborus plumipes)
- pakřižák Walckenaerův (Uloborus walckenaerinus)